# Monlet
Monlet är en kommun i departementet Haute-Loire i regionen Auvergne-Rhône-Alpes i centrala Frankrike. Kommunen ligger i kantonen Allègre som tillhör arrondissementet Le Puy-en-Velay. År 2022 hade Monlet 406 invånare.

## Befolkningsutveckling
Antalet invånare i kommunen Monlet
| Referens: INSEE |